# Pinball Fantasies
Pinball Fantasies är ett flipperspel från 1992, utgivet till Commodores Amiga, och utvecklat av Digital Illusions CE. Spelet är uppföljaren till Pinball Dreams, och följdes i sin tur upp av Pinball Illusions.
Spelet porterades till flera olika datorer och konsoler.
Banor:
- Party Land
- Speed Devils
- Billion Dollar Gameshow
- Stones 'n' Bones

### Fotnoter
1. ↑  ”Pinball Fantasies” (på engelska). Gamefaqs. http://www.gamefaqs.com/search/index.html?game=%22Pinball+Fantasies%22. Läst 6 maj 2014.